# Drake Icefall
Der Drake Icefall (englisch Drake-Eisbruch) ist ein etwa 3,7 Kilometer breiter Gletscher im Westen der westantarktischen Heritage Range. Er liegt zwischen den Soholt Peaks im Norden und den Edson Hills im Süden und fließt über eine Geländestufe in östlicher Richtung, wo er auf den Union-Gletscher trifft.
Expeditionen fanden im Bereich des Drake Icefall unter anderem Überreste von Trilobiten.
Drake Icefall wurde von einer Ellsworthgebirgs-Expedition der University of Minnesota des Sommers 1962/63 nach Benjamin Drake IV benannt, einem Geologen und Mitglied der Expedition.